# David Belle
David Belle (* 29. dubna 1973 Fécamp) je francouzský herec, traceur a sportovec, kterého především proslavil film Okrsek 13. Narodil se v departementu Seine-Maritime v Normandii. Pochází z prosté rodiny žijící na okraji Paříže. Jeho dědeček Gilbert Kitten, otec Raymond Belle a bratr Jeff Belle byli velmi zkušení záchranáři francouzského hasičského sboru. David Belle je považován za zakladatele a předního představitele parkouru (umění přemístění).

## Životopis
Prvních 14 let svého života Belle trávil v rodném místě Fécamp, později v Les Sables d'Olonne, kde se projevila jeho chuť pro akci a rychlý pohyb. Vyniká v atletice, gymnastice, horolezectví a bojovém umění. Byl hodně inspirován dědečkem z matčiny strany Gilbertem Kittenem, který v něm vyvolával snahu pomáhat druhým. V roce 1988 ve svých 15 letech Belle opustil školu a šel na všeobecnou střední školu poté se přestěhoval do Lisses u Paříže, kde nastoupil do povinné vojenské služby. V té době získal Certifikát Francouzského národního červeného kříže a Certifikát vedoucího gymnastiky UFOLEP. Získal velmi blízké přátele u dospívající mládeže s podobnou chutí k pohybu. Později společně vytvořili skupinu Yamakasi (Yann Hnautra, Frédéric Hnautra, David Malgogne, Sébastien Foucan a Kazuma). Poté, co nastoupil do hasičského sboru, se snahou následovat kroky otce a dědečka, byl dočasně propuštěn pro zranění zápěstí. Z osobních důvodů se ke sboru již nevrátil.
Později nastoupil k armádě u námořní pěchoty ve Vannes, kde byl povýšen a obdržel mnoho certifikátů za gymnastiku a provazolezectví. Armádu opustil, protože jeho chuť a láska k dobrodružství a svobodě se s životem v armádě nesnoubila. Po čase, kdy pracoval jako skladník, hlídač a prodavač nábytku, odlétá do Indie, zde získal černý pás v kung-fu. Po návratu začal propagovat svou sportovní disciplínu parkour filmovými záznamy svých schopností.
V roce 1997 se filmový tým Stade 2 po spatření jeho záznamů rozhodl natočit filmovou sérii o Belleovi a parkouru s názvy The Speed-Air Man, Catman, La Reléve, Les Traceurs. Slovo „traceur“ se začalo používat pro označení osob provozujících parkour. Bell spolu s přítelem a hercem Hubertem Koundé (film La Haine) definují název parkour. Hubert také Bellea poprvé zasvětí do herectví na velkém plátně. Bell rozvíjí své herecké schopnosti ve hře Pygmalion, získává mnoho dalších rolí převážně ve francouzských filmech a reklamách. Poprvé je obsazen do hlavní role v propagačním videu pro Tinu Turner. Jeho herecká kariéra pokračuje obsazením do malých rolí ve filmech jako Les Gens du voyages a Un Monde meilleur, následuje L'engrenages a Femme fatale, a také Purpurové řeky 2: Andělé apokalypsy, v hlavní roli s Jeanem Reno.
Po natočení mnoha dalších reklam pro BBC, Nissan či Nike Bellea kontaktoval Luc Besson, režisér filmů Brutální Nikita a Pátý element s nabídkou hlavní role spolu s Cyrilem Raffaellim v akčním filmu Okrsek 13, po kterém bylo natočeno pokračování Okrsek 13: Ultimátum.

## Filmografie
- 2014: Doupě / Brick Mansions (2014)
- 2009: Okrsek 13: Ultimátum, role: Leïto
- 2008: Babylon A.D., role: Dítě s tetováním
- 2004: Okrsek 13, role: Leïto
- 2002: Femme Fatale, role: policista
- 2002: Boží zásah, role: Marksman1